# Royal Baking Powder Company
Royal é uma marca de fermento químico em pó, gelatina, entre outros.
A Royal é uma empresa americana, fundada em 1866 na Pensilvânia (EUA) pelos irmãos Cornelius Hoagland e Joseph Hoagland, que formaram uma sociedade para produzir fermento em pó. O nome do novo produto era Royal Baking Powder. Em 1873, com a entrada de novos investidores, William Ziegler e John H. Seal, o negócio foi expandido, resultando na criação da Royal Baking Powder Company.
Em 1925, a Royal expandiu sua linha de produtos com gelatina, e novamente em 1930 com pudim. Estas sobremesas rápidas, convenientes e fáceis de fazer rapidamente tornaram-se muito populares.
A marca expandiu-se por toda a América Latina; chegando ao Brasil em 1923 importado dos Estados Unidos. A partir da década de 1930, também passou a ser fabricada no Brasil.
Desde 2012, a marca é administrada pela Mondelēz International.

## Ligações Externas
- Site oficial do Fermento Royal
- Site oficial da Gelatina Royal